# أوسكار لوبيز (سياسي)
أوسكار لوبيز (بالإسبانية: Óscar Andrés López Arias)‏ هو سياسي كوستاريكي، ولد في 17 فبراير 1970 في سان خوسيه في كوستاريكا.